# Brunoy
Brunoy  [bʁynwa] je obec v jihovýchodní části metropolitní oblasti Paříže ve Francii v departmentu Essonne a regionu Île-de-France. Leží 21 kilometrů od Paříže.

## Geografie
Sousední obce: Yerres, Villecresnes, Mandres-les-Roses, Montgeron, Soisy-sur-Seine a Épinay-sous-Sénart.
Protéká jí řeka Yerres

## Historie
Místo je osídleno už od prehistorických dob.

## Památky
- kostel svatého Medarda
- kostel Petra Fouriera

## Vývoj počtu obyvatel
Počet obyvatel

## Kultura
Město má velkou knihovnu, v roce 2007 otevřené divadlo a několik muzeí.

## Partnerská města
- Corbi, Rumunsko
- Espinho, Portugalsko
- Reigate and Banstead, Spojené království
- Wittlich, Německo